# Coppa Bernocchi 1977
La Coppa Bernocchi 1977, cinquantanovesima edizione della corsa, si svolse il 26 agosto 1977 su un percorso di 203 km. Era valida come evento del circuito UCI categoria CB1.1. La vittoria fu appannaggio dell'italiano Carmelo Barone, che terminò la gara in 5h03'22", alla media di 40,282 km/h, precedendo i connazionali Wladimiro Panizza e Giovanni Battaglin. L'arrivo e la partenza della gara furono a Legnano.

## Ordine d'arrivo (Top 10)
| Pos. | Corridore           | Squadra        | Tempo    |
| ---- | ------------------- | -------------- | -------- |
| 1    | Carmelo Barone      | Fiorella       | 5h03'22" |
| 2    | Wladimiro Panizza   | Scic           | a 0"     |
| 3    | Giovanni Battaglin  | Jollj Ceramica | a 0"     |
| 4    | Mario Beccia        | Sanson         | a 16"    |
| 5    | Francesco Moser     | Sanson         | a 16"    |
| 6    | Roger De Vlaeminck  | Brooklyn       | a 16"    |
| 7    | Giuseppe Saronni    | Scic           | a 16"    |
| 8    | Pierino Gavazzi     | Jollj Ceramica | a 16"    |
| 9    | Bruno Wolfer        | Zonca          | a 16"    |
| 10   | Giuseppe Martinelli | Jollj Ceramica | a 16"    |